# 児島惟謙
児島 惟謙（こじま これかた / こじま いけん、天保8年2月1日〈1837年3月7日〉- 1908年〈明治41年〉7月1日）は、日本の裁判官・政治家。
後述する大津事件の際には、大審院長として司法権の政治部門からの独立を守り抜き、「護法の神様」などと高く評価された。後に貴族院議員、衆議院議員、錦鶏間祗候。
幼名は雅次郎、長じて五郎兵衛、あるいは謙蔵とも称した。「児島惟謙」は後述する脱藩を機に用い始めた仮の名で、児島はこれを終生用いた。名前は「これかた」「いけん」以外にも、「これかね」などとも呼ばれる。号は天赦、字は有終。

## 経歴

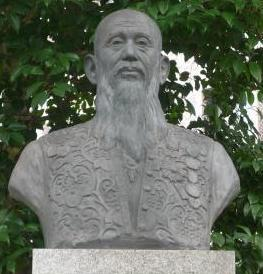
児島惟謙胸像（関西大学）

天保8年（1837年）に伊予国宇和島城下で宇和島藩士の金子惟彬（豊後佐伯氏の末）の次男として出生したが、幼くして生母と生別したり、里子に出されたり、父方の親戚が営む造酒屋で奉公したりと、安楽とはいえない幼少期を送った。
少年期、窪田清音から免許皆伝を認められた窪田派田宮流剣術師範・田都味嘉門の道場へ入門、大阪財界の大立役者となる土居通夫と剣術修業に励む。
慶応元年（1865年）に長崎に赴いて坂本龍馬、五代友厚らと親交を結んだ。慶応3年（1867年）に脱藩して京都に潜伏し、勤王派として活動した。戊辰戦争にも参戦した。同郷に宇和島藩校の皇学教授鈴木重樹（のちの穂積陳重の父）がいた。1868年に出仕し、新潟県御用掛、品川県少参事を経て、1870年12月に司法省に入省。名古屋裁判所長、長崎控訴裁判所長などを経て1883年に大阪控訴院長となった。
1891年（明治24年）に大審院長に就任するとともに法曹会を設立し、法律雑誌『法曹記事』の発行を開始。同年5月11日には訪日中のロシア皇太子・ニコライ（ニコライ2世）が警備にあたっていた巡査・津田三蔵により襲撃され負傷する大津事件が発生した。被告人である津田は大逆罪により大津地方裁判所に起訴されたが、総理大臣・松方正義ら政府首脳が大逆罪の適用を強く主張していたこともあり、大審院は事件を自ら処理することとした。
これに対して、児島は津田の行為は大逆罪の構成要件に該当しない（罪刑法定主義を参照）との信念のもと、審理を担当する堤正己裁判長以下7名の判事一人づつ全員を説得した。結局、大審院は津田の行為に謀殺未遂罪を適用して無期徒刑を宣告した。司法権の独立の維持に貢献した児島は「護法の神様」と日本の世論から高く評価され、当時の欧米列強からも日本の近代化の進展ぶりを示すものという評価を受けた。
しかし、司法権の独立とは、単に政治部門（立法、行政）は裁判所の判断に干渉できないという司法権の外部からの独立のみを指すのではなく、裁判官一人ひとりが、同僚や上長からの干渉を受けることなく独立して判断できるという裁判官の判断の独立も含まれている。この観点から、大津事件では、児島は司法権の外部からの独立は守ったが、反面、裁判官の判断の独立を自ら侵害したとする見方もある。
1892年6月、向島の待合で花札賭博に興じていたとして、児島を含む大審院判事6名が告発され、時の検事総長松岡康毅から懲戒裁判にかけられた。翌7月に証拠不十分により免訴になったが、児島は1894年4月、責任を取らされる形で大審院を辞職した。
その後、貴族院勅選議員（1894年 - 1898年、1905年 - 1908年）、衆議院議員（1898年 - 1902年）などを歴任。1908年、咽頭結核のため死去。享年72（数え年）。墓所は品川区の海晏寺。

## 家族
- 父・金子惟彬 - 宇和島藩士
- 長男・児島正一郎（1900年没） - 北京日本公使館員（外交官補）時代に義和団事件に遭い、戦死[12]
- 長女・西園寺壽代（1875年生） - 第一銀行重役・西園寺亀次郎の妻 [13]
- 二女・辰馬あい（1877年生） - 辰馬利一の妻[14]
- 三男・小松俊之助（1881年生） - 大審院判事・小松弘隆の養子となる[15]
- 父方親戚・緒方惟貞 - 宇和島野村の庄屋、酒造業

## 栄典
位階

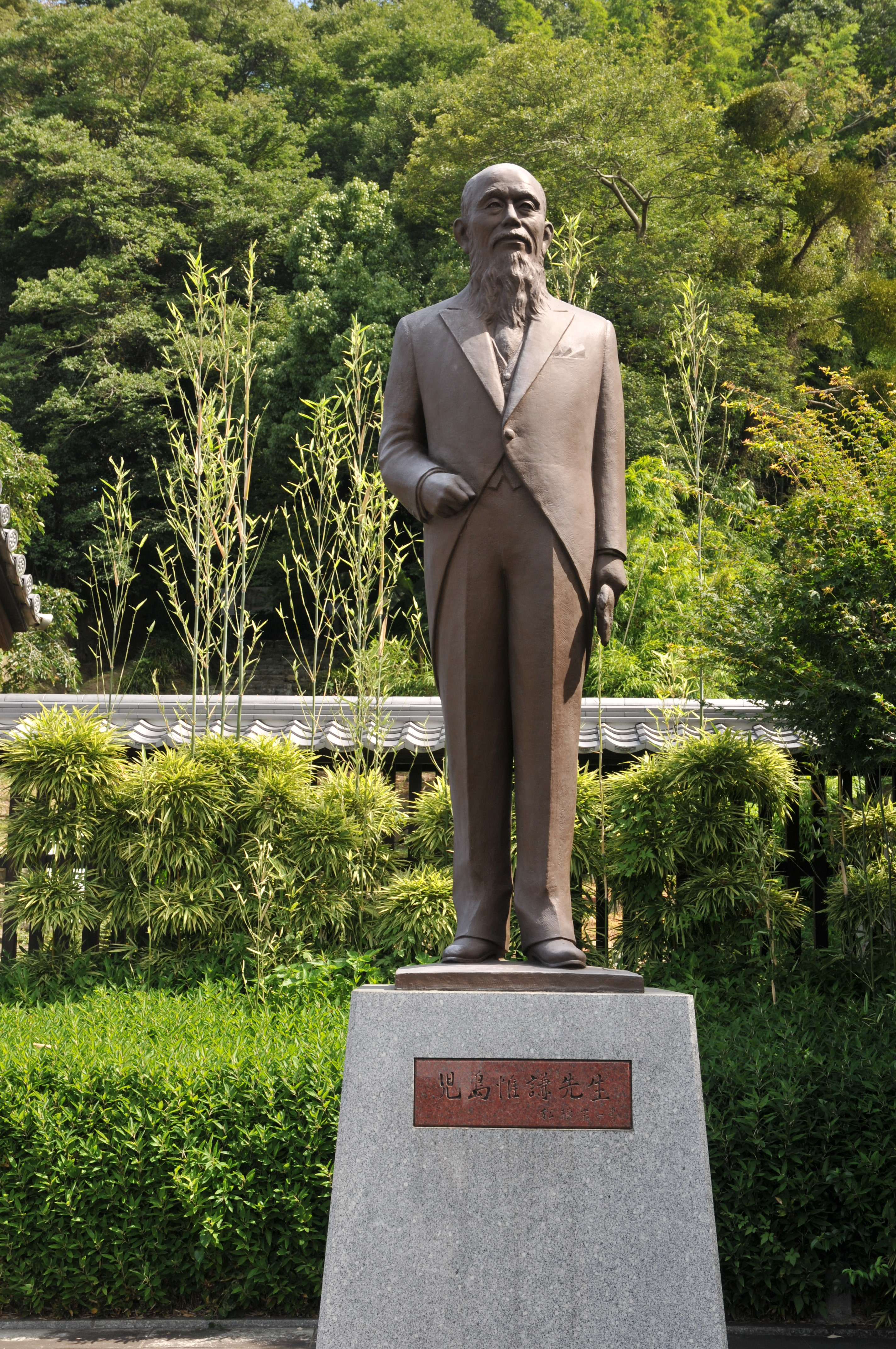
児島惟謙像（宇和島城搦手門前）

- 1886年（明治19年）10月28日 - 従四位[16]
- 1890年（明治23年）11月4日 - 従三位[17]
- 1908年（明治41年）7月1日 - 正三位[18]

勲章等
- 1889年（明治22年）11月25日 - 大日本帝国憲法発布記念章[19]
- 1908年（明治41年）7月1日 - 勲二等瑞宝章[18]

## 児島姓に関するエピソード
大津事件前年の1890年3月10日、本籍を北宇和郡三間村から内海村大字内海（赤水）586番戸に移している。なお、同村須ノ川には「児島」の姓が多いこと、父惟彬が金子家に養子に入る前に一時赤水の豊島家の養子に入っていたことなどが児島姓を名乗る事に繋がったのではないかと言う説もある。

## 教育界への貢献
児島は新島襄と親交があり、長男正一郎と甥の緒方徳一郎を同志社英学校に学ばせたほか、大阪での同志社の募金活動に便宜を図ったりもした。また、1886年には関西法律学校創立を賛助し、名誉校員となったことから、胸像の設置など、今日の関西大学では事実上の創立者に準じる存在として仰がれている。
また、日本法律学校（日本大学の前身）の設立評議員も務めた。